# قلعه حسن بایخان
قلعه حسن بایخان مربوط به دورهٔ سلجوقی (دورهٔ اسماعیلی) است و در شهرستان زیرکوه، ۳ کیلومتری شمال روستای شاهرخت واقع شده و این اثر در تاریخ ۲۴ اسفند ۱۳۸۴ با شمارهٔ ثبت ۱۵۳۰۶ به‌عنوان یکی از آثار ملی ایران به ثبت رسیده است.